# غواندونغ
غواندونغ هي منطقة تقابل مقاطعة غانغوون التاريخية في كوريا. في الوقت الحالي يستخدم المصطلح للإشارة إلى مقاطعة غانغوون في كوريا الجنوبية، ومقاطعة كانغوون في كوريا الشمالية. المصطلح يستخدم أيضاً للإشارة إلى سكان هذه المنطقة.
المصطلح حرفيًا يعني «شرق دايغواليونغ» وهو ممر جبلي في سلسلة جبال تايبايك في شرق شبه الجزيرة الكورية.